# Martin Erat
Martin Erat (* 29. August 1981 in Třebíč, Tschechoslowakei) ist ein ehemaliger tschechischer Eishockeyspieler, der zuletzt bis 2020 für den HC Kometa Brno in der tschechischen Extraliga auf der Position des linken Flügelstürmers spielt. Zuvor verbrachte Erat 16 Jahre in Nordamerika und absolvierte dort unter anderem 931 Spiele für die Nashville Predators, Washington Capitals und Phoenix bzw. Arizona Coyotes in der National Hockey League. Er nahm für Tschechien an je vier Olympischen Winterspielen und Weltmeisterschaften teil. Sein älterer Bruder Roman war ebenfalls Eishockeyspieler.

## Karriere
Martin Erat begann seine Karriere beim SK Horácká Slavia Třebíč in seiner Geburtsstadt, bevor er in den Nachwuchsbereich des HC Zlín wechselte, für den er während der Saison 1998/99 in der höchsten tschechischen Spielklasse, der Extraliga, debütierte. Im folgenden Sommer wurde er von den Nashville Predators beim NHL Entry Draft 1999 an 191. Stelle ausgewählt. Anschließend wechselte er nach Nordamerika und spielte zwei Jahre lang in der Western Hockey League für die Saskatoon Blades, die ihn beim CHL Import Draft 1999 als insgesamt sechsten Spieler gezogen hatten, und die Red Deer Rebels. Mit den Rebels gewann er 2001 den President’s Cup und den Memorial Cup.
In der Saison 2001/02 debütierte er für die Predators in der NHL und stellte Franchise-Rookierekorde für absolvierte Spiele (80), Assists (24) und Punkte (33) auf. Nach Problemen in der folgenden Saison spielte Erat überwiegend für das AHL-Farmteam der Nashville Predators, den Milwaukee Admirals. In der Saison 2003/04 kehrte er zu den Nashville Predators zurück und erzielte 16 Tore und 33 Assists, also 49 Punkte, womit er den vierten Platz im Team einnahm.

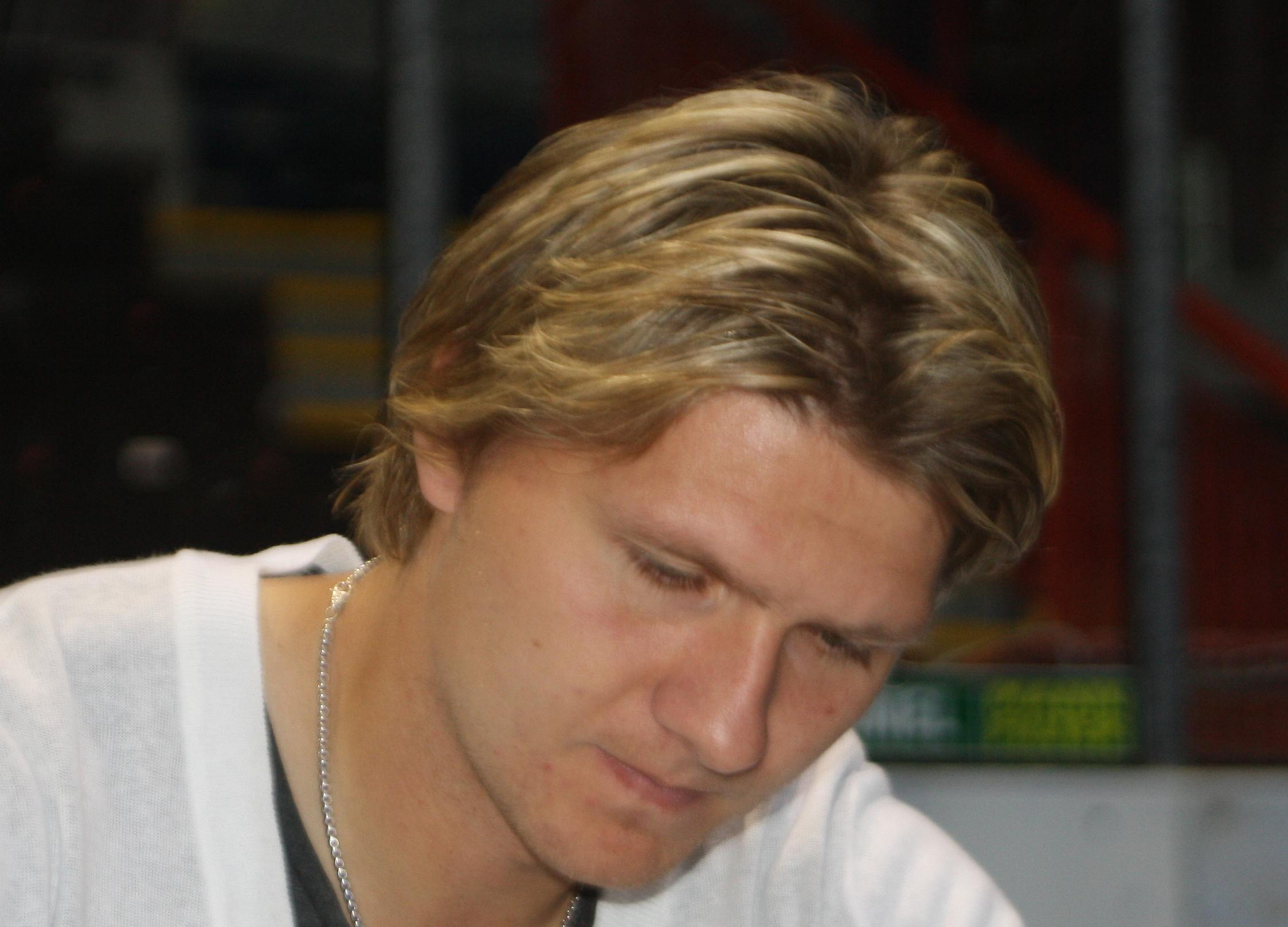
Martin Erat bei einer Autogrammstunde 2009

Aufgrund des Lockouts spielte er in der Saison 2004/05 für den HC Hamé Zlín in seiner Heimat in Tschechien, wobei er es auf 20 Tore, 23 Assists und 43 Punkte brachte, wodurch er der drittbeste Scorer im Team war. Ab der NHL-Saison 2005/06 war Martin Erat ein wichtiger Bestandteil der Nashville Predators.
Am 3. April 2013 wurde er gemeinsam mit Michael Latta im Austausch für Filip Forsberg zu den Washington Capitals transferiert. Dort absolvierte er nur 66 Einsätze, bevor er im März 2014 an die Phoenix Coyotes abgegeben wurde. Nach der Saison 2014/15 wurde sein Vertrag in Arizona nicht verlängert, sodass er nach Europa zurückkehrte und sich im September 2015 dem HK Awangard Omsk aus der Kontinentalen Hockey-Liga anschloss.
Im Mai 2016 kehrte er in die tschechische Extraliga zurück und unterschrieb einen Vertrag beim HC Kometa Brno. Im April 2017 gewann er mit Kometa den zwölften Meistertitel der Vereinsgeschichte nach 51 Jahren ohne Titel. Im Folgejahr konnte er den Titel verteidigen. 2020 beendete er seine aktive Karriere.

### International
Erat nahm mit dem tschechischen Nachwuchs zunächst an der U18-Weltmeisterschaft 1999 teil, bevor er mit dem tschechischen U20-Auswahl 2001 Weltmeister wurde.
Bei den Olympischen Spielen in Turin 2006 gewann er mit der tschechischen Nationalmannschaft die Bronzemedaille, bei der Weltmeisterschaft 2006 die Silbermedaille. Anschließend spielte er bei den Weltmeisterschaften 2008, 2012, als die Bronzemedaille gewonnen wurde, und 2015 sowie bei den Olympischen Spielen in Vancouver 2010, in Olympischen Spielen in Sotschi 2014 und in Olympischen Spielen in Pyeongchang 2018.
Nach seiner aktiven Karriere wurde er 2021 Trainerassistent der tschechischen Nationalmannschaft.

## Erfolge und Auszeichnungen

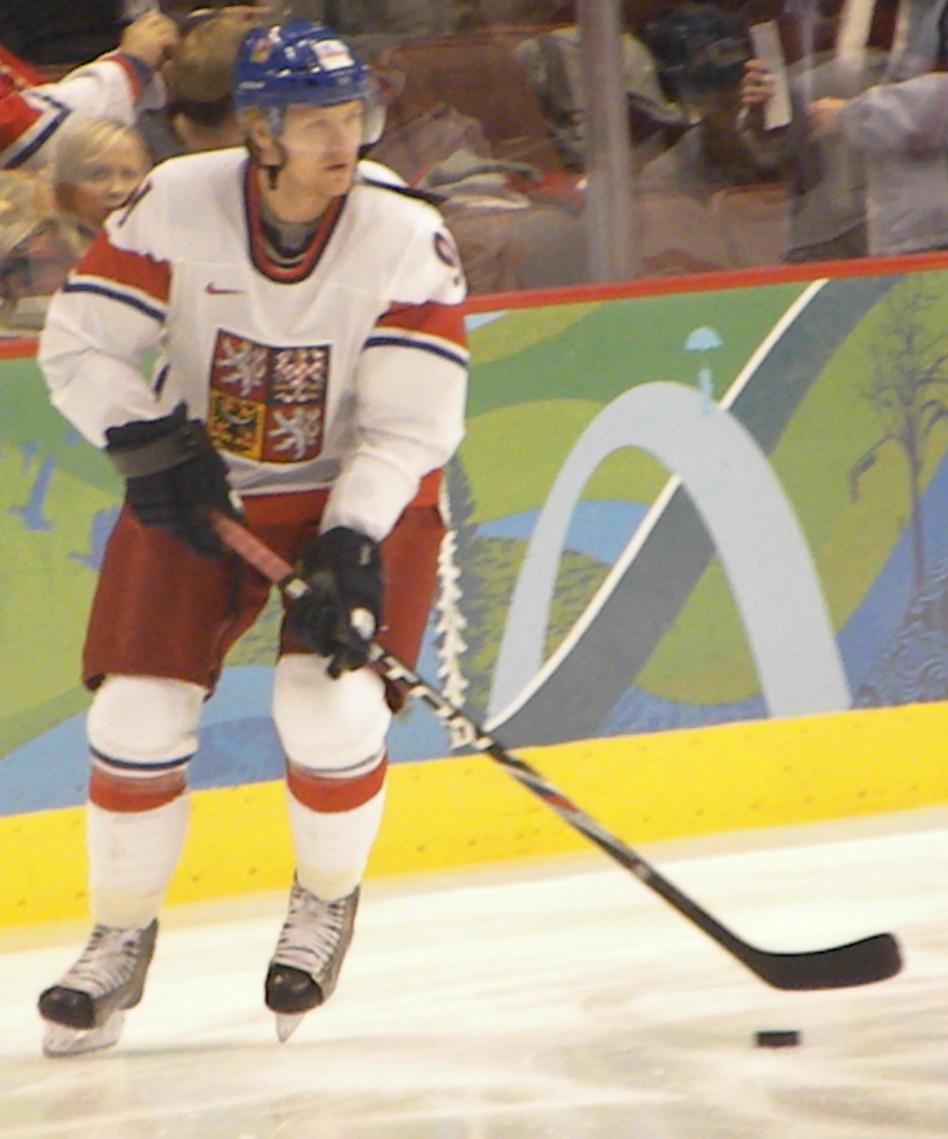
Martin Erat bei den Olympischen Winterspielen 2010

- 2001 President’s-Cup-Gewinn mit den Red Deer Rebels
- 2001 Memorial-Cup-Gewinn mit den Red Deer Rebels
- 2017 Tschechischer Meister mit dem HC Kometa Brno
- 2018 Tschechischer Meister mit dem HC Kometa Brno

### International
- 2001 Goldmedaille bei der U20-Junioren-Weltmeisterschaft
- 2006 Bronzemedaille bei den Olympischen Winterspielen
- 2006 Silbermedaille bei der Weltmeisterschaft
- 2012 Bronzemedaille bei der Weltmeisterschaft

## Karrierestatistik
Stand: Ende der Saison 2019/20

### International
Vertrat Tschechien bei:
| - U18-Junioren-Weltmeisterschaft 1999 - U20-Junioren-Weltmeisterschaft 2001 - Olympischen Winterspielen 2006 - Weltmeisterschaft 2006 - Weltmeisterschaft 2008 | - Olympischen Winterspielen 2010 - Weltmeisterschaft 2012 - Olympischen Winterspielen 2014 - Weltmeisterschaft 2015 - Olympischen Winterspielen 2018 |

(Legende zur Spielerstatistik: Sp oder GP = absolvierte Spiele; T oder G = erzielte Tore; V oder A = erzielte Assists; Pkt oder Pts = erzielte Scorerpunkte; SM oder PIM = erhaltene Strafminuten; +/− = Plus/Minus-Bilanz; PP = erzielte Überzahltore; SH = erzielte Unterzahltore; GW = erzielte Siegtore; 1 Play-downs/Relegation; Kursiv: Statistik nicht vollständig)